# Foix
Foix (francoska izgovorjava: [fwa]; okcitansko Fois [ˈfujʃ]; katalonsko Foix katalonska izgovorjava: [ˈfoʃ]) je občina, nekdanja prestolnica okrožja Foix. Danes je to prefektura departmaja Ariège na jugozahodu Francije v regiji Oksitanija. Je drugo najmanj naseljeno upravno središče departmaja v celotni Franciji, najmanj prebivalcev ima Privas. Foix leži južno od Toulousa, blizu meje s Španijo in Andoro. Ob popisu leta 2009 je bilo v mestu 9.861 prebivalcev. Foix je pobraten z angleškim katedralnim mestom Ripon.

## Zgodovina
Rimljani so na skalnem griču zgradili utrdbo, kjer zdaj grad Château de Foix gleda na mesto. Mesto verjetno izvira iz oratorija, ki ga je ustanovil Karel Veliki, iz katerega je nato leta 849 nastal samostan svetega Volusiana.
Ustanovitev samostana sv. Volusiena leta 849 je omogočila razvoj mestnega življenja v 10. do 12. stoletju. Mesto je svoj vrhunec doseglo v 14. stoletju.
Prvotno je ozemlje pripadalo Akvitanskemu vojvodstvu, kasneje h Carcassonneju. Od 11. stoletja dalje so ga imeli v lasti domači grofje Foix, ki so nad krajem zgradili utrjen grad, od koder so vladali istoimenski grofiji do leta 1290, ko so se ob širitvi njihovega ozemlja preselili v Pau, (provinca Béarn). 
Grad, katerega temelji segajo v zgodnje 10. stoletje, je bil med albižansko križarsko vojno močna trdnjava, ki je med 1211 in 1217 vzdržala večkratne napade Simona de Montforta IV. Leta 1272, ko je grof Foixa zavrnil priznanje suverenosti francoskega kralja, je Filip Drzni osebno prevzel vodstvo odprave proti mestu, nato se je grof predal. Leta 1290 so na srečanju province Béarn in grofa Foixa, mesto praktično grofje zapustili. Gaston Phoebus je zadnji živel na gradu, do 16. stoletja pa je grad izgubil svoj vojaški namen.
Leta 1536 se je v Foixu začela prva reformacijska pridiga, leta 1579 pa je bila uničena cerkev Montgauzy. Enaka usoda je čakala samostan in njegovo cerkev leta 1581. Naslednje leto so Foix ponovno prevzeli katoliki, leta 1589 pa je bil grof Foix, Henrik Navarrski, okronan za francoskega kralja in postal Henrik IV. Francoski.
Grad je bil do leta 1864 uporabljen kot zapor.
Med francosko revolucijo se je grofija Foix združila s sosednjo grofijo Couserans v novoustanovljen departma Ariège, katerega sedež je postal kraj Foix.

## Geografija
Foix leži na izteku nekdanje ledeniške doline ob sotočju rek Ariège in Arget v Pirenejih. Do njega se pride po državni cesti  N20. Lokalna železniška postaja na severu mesta ima povezave do Toulousa in drugih mest v Oksitaniji.

## Uprava
Foix je sedež kantona Foix-Ville, kot tudi istoimenskega okrožja, v katerega so vključeni kantoni Ax-les-Thermes, Foix-Rural (Montgaillard), Foix-Ville, La Bastide-de-Sérou, Lavelanet, Les Cabannes, Quérigut, Tarascon-sur-Ariège in Vicdessos s 50.114 prebivalci.

## Heraldika
Grb, ki ga uporablja občina, ima blazon D'or à trois pals de gueules (tri rdeče črte na zlati podlagi). To je ponovljeno na zastavi in v grbu departmaja. Izvira iz grba grofov Foix in kot tak izvira iz srednjega veka. Podoben je grbu Katalonije in Aragonije, iste lastnosti pa imata tudi grb Andore.

## Zanimivosti
Staro mesto še vedno ohranja svoj srednjeveški značaj, kar se odraža v ozkih ulicah (Rue des Marchands, Rue des Chapeliers) in nekaterih pollesenih hišah. 
Botanični vrt Les Épines de Lespinet ima zbirko kaktusov in sukulent ter citrusov, banan in mediteranskega rastlinja.
Kašča iz leta 1870 je v stilu Victorja Baltarda .

### Grad
Château de Foix, grad stoji na skalnem robu, zahodno od mesta. Večina sedanje zgradbe izvira iz 12. do 14. stoletja. Na severu je kvadratni stolp, ki so ga konec 19. stoletja pokrili s streho in je zagotovo najstarejši, saj datira v 11. in 12. stoletje. Srednji stolp, zgrajen v 13. stoletju, je bil v celoti prenovljen v 14. stoletju. Ima čudovite arhitekturne značilnosti, kot so kiparske glave in grbi. Okrogli stolp na drugi strani ima gotsko arhitekturo z velikimi oboki, ki pokrivajo čudovite šesterokotne obokane dvorane.

### Samostan Saint-Volusien
Leta 1104 so kanoniki svetega Avguština prevzeli samostan, v katerem so bile relikvije svetega Volusiena. Takrat so se lotili gradnje velike cerkve s tremi ladjami in transeptom. V 14. stoletju je romansko apsido zamenjala nov poligonalen kor. Stavba je bila med verskimi vojnami uničena in relikvije požgane. Obnovitvena dela so bila opravljena leta 1609, dokončana pa leta 1670. Od srednjeveške cerkve sta ostala predvsem portal in podnožje sten ladje. 

### Kapela in območje Montgauzy
Od preproste romanske cerkve in cerkve iz 13. stoletja ni ostalo nič. Sedanja cerkev je deloma iz leta 1628, obdržala pa je romansko postavitev in portal, ki posnema slog. Zgodovina kapele Montgauzy je hecna. Njen temelj spominja na zmago Karla Velikega nad Mavri leta 778, kapela pa je postala romarsko mesto. Leta 1340 je moral pamierski škof Arnaud Villemur posredovati proti neljubosti nekaterih romarjev, ki so bili vedno bolj številni (poročali so o hrupnih večerih). 4. januarja 1562 je bila kapela ena izmed številnih tarč reformacije, leta 1579 pa jo je guverner gradu Foix porušil. Obnovljena je bila leta 1628 in romanje se je ponovno začelo. Po obnovi je bila leta 1791 prodana. Ta zasebna lastnina je zaradi pomanjkanja vzdrževanja potem propadla. Leta 1840 območje kupi departma in postavi École Normale, kapela pa je od leta 1843 primerna za maševanje. Leta 1883 so jo spet zaprli, pohištvo pa raznesli. Po popravilu leta 1943 so jo ponovno odprli za bogoslužje.

### Aleja Villote
"Villote" (majhno mesto) je bilo v srednjem veku prostor zunaj obzidja, ki je obdajalo mesto, zgrajenega leta 1330. V uličicah so se včasih odvijale usmrtitve. V 13. stoletju, po uničenju mestnega obzidja, so zasadili drevesa in postavili urbano opremo z vodnjakom in prostorom za sedenje. Trenutno se tu odvijajo svečane prireditve mesta, tržnica (vsak petek), so pa tudi številne trgovine, obednice in javne storitve.

### Tour de France
Zgodovina gostovanj kolesarske dirke po Franciji, Tour de France:
- Na zgodovinski dan Bastilje, 14. julija 2017, je mesto Foix gostilo prihod kolesarjev na 13 etapi, St. Girons-Foix.
- Prihod 14. gorske etape Limoux-Foix leta 2012.
- To je bilo zaključno mesto 11. etape Lannemezan-Foix, na Tour de France leta 2008.
- Za dirko po Franciji leta 2007 je Foix gostil začetek 15 etape, Foix - Loudenvielle-Le Louron

## Pobratena mesta
Foix kje pobraten z:
- Lleida (Španija) od 1962
- Andorra la Vella (Andora)
- Ripon (Združeno kraljestvo)